# محوطه ناوملان
محوطه ناوملان مربوط به عصر مس و سنگ - مفرغ است و در شهرستان اسلام‌آباد غرب، بخش مرکزی، دهستان حومه شمالی، ۱/۴ کیلومتری جنوب غربی روستای تپه گله علیا، ۵۵۰ متری شمال شرقی روستای سیمانی علیا واقع شده و این اثر در تاریخ ۲۶ اسفند ۱۳۸۷ با شمارهٔ ثبت ۲۵۶۸۵ به‌عنوان یکی از آثار ملی ایران به ثبت رسیده است.